# ジョセフ・ウィリアム・バランタイン
ジョセフ・ウィリアム・バランタイン（Joseph William Ballantine, 1888年 - 1973年）は、アメリカ合衆国の外交官。

## 生涯
1888年、英領インドのアフマドナガルにて誕生。1909年、国務省外交部に入省。1911年から1912年まで神戸副領事。1912年に横浜副総領事。1912年から1914年まで台北副領事。1914年に横浜副総領事。
1921年から1923年まで大連領事。1923年から1929年まで東京領事。1930年にロンドン海軍軍縮会議アメリカ代表団で事務局長。1930年から1932年まで広東総領事。1934年から1937年まで奉天総領事。1941年にオタワ総領事。
1941年から1943年まで国務省極東部担当職員。1943年から1944年12月まで極東部長。1944年から1945年まで極東局長。1945年から1947年まで国務長官特別補佐官。第二次世界大戦後の極東国際軍事裁判では、検察側証人として開戦時の事情を証言。